# Cujmir
Cujmir è un comune della Romania di 3667 abitanti, ubicato nel distretto di Mehedinți, nella regione storica dell'Oltenia. 
Il comune è formato dall'unione di 3 villaggi: Aurora, Cujmir, Cujmiru Mic.